# Polizeirevier Davidswache
Polizeirevier Davidswache ist ein auf dem Kiez in Hamburg-St. Pauli spielender, semidokumentarischer Kinofilm von Jürgen Roland mit Wolfgang Kieling und Günther Neutze als Streifenpolizisten.

## Handlung
Erzählt wird der Alltag einiger Polizisten mitten im Rotlichtbezirk von St. Pauli innerhalb von 48 Stunden. Hauptwachtmeister Glantz und Hauptwachtmeister Schriever schieben ihren Dienst auf dem titelgebenden Revier und auf der Reeperbahn. Ihr Alltag besteht aus zahlreichen Begegnungen mit den dort ansässigen Menschen, den Auseinandersetzungen mit deren Macken und Unzulänglichkeiten und den kleinen und größeren Problemen der St. Paulianer. Glantz und Schriever müssen sich ebenso um gefallene Mädchen, Nepp und andere Betrügereien wie auch um beraubte und betrogene Touristen, Einbrüche, Ladendiebstähle oder prügelnde Betrunkene kümmern. Gerichtsverhandlungen mit arroganten Strafverteidigern gehören zum Alltag. Ein US-Flottenverband ist im Anmarsch, was gutes Geschäft für St. Pauli, aber auch viel zusätzliche Polizeiarbeit verspricht. Beide Udls haben aber auch immer ein Ohr für die täglichen Sorgen der Anwohner und helfen mit Rat und Tat Menschen in der Not.
Eines Tages wird der skrupellose Schwerverbrecher Bruno Kapp (genannt der schöne Bruno) nach vier Jahren aus dem Gefängnis entlassen, sehnsüchtig erwartet von seiner Freundin Margot, die Glantz dies aber heimlich auf dem Revier angekündigt hat, um ihn zu warnen. Denn Glantz hatte Bruno einst hinter Schloss und Riegel gebracht, und Kapp will sich dafür möglicherweise an dem Streifenpolizisten rächen. Die biedere Margot gehört nicht zum Milieu und arbeitet "solide" in einer Schnapsfabrik auf St. Pauli. Sie hat Bausparverträge für sich und Bruno abgeschlossen und verspricht sich eine gemeinsame Zukunft mit ihm. Der hat jedoch andere Pläne, die er vor ihr verheimlicht. Er will einen Juwelier überfallen, sich dafür mit seinem jungen Komplizen Manfred Waffen besorgen und die junge Prostituierte Chérie auf seine Seite ziehen, die ihn zunächst abblitzen lässt.
Am nächsten Tag, frühmorgens, plant der Witwer Glantz, seine Tochter Lilo vom Bahnhof abzuholen. Beide haben sich schon seit längerer Zeit nicht mehr gesehen. Nachts will Kapp in einer Parfümerie die Kasse ausräumen und verletzt die alte Ladeninhaberin am Kopf. Kurz darauf sucht er Chérie auf und greift in ihre Kasse. Sie wehrt sich, und Kapp erschlägt sie. Die ganze Reeperbahn ist in kürzester Zeit informiert, Kapp steckt in der Falle.
Glantz und Schriever stellen den Gangster schließlich in einer Absteige auf St. Pauli. Verfolgt von Glantz, versucht er über die Dächer von St. Pauli zu entkommen. Es gelingt ihm, Glantz auf dem Hausdach zu entwaffnen. Danach wirft er Glantz die Waffe wieder zu, lacht ihn aus und lässt sich verhaften. Unten auf der Straße trifft Manfred, der die von einem Bundeswehrsoldaten organisierten Waffen bei sich hat, auf die verzweifelte Margot, deren Illusionen nun zerplatzt sind. Als die Polizei Bruno Kapp abführt, fällt ein Schuss. Glantz sackt zusammen, in den Rücken getroffen. Margot hat geschossen. Kurz darauf trifft seine Tochter in Hamburg-Hauptbahnhof ein und wird über Lautsprecherdurchsage gebeten, sich sofort bei der Bahnpolizei zu melden.

## Produktion
Der Film wurde im Mai 1964 an Originalschauplätzen in Hamburg-St. Pauli gedreht. Der Arbeitstitel war St. Pauli Reeperbahn. Gedreht wurde überwiegend abends und nachts. Die Interieurs der Davidwache wurden im Studio Hamburg nachgebaut. Die Uraufführung des Films erfolgte am 10. September 1964.
Polizeirevier Davidswache ist der einzige Film, in dem alle drei schauspielernden Neutze-Brüder (Günther, Horst Michael und Hanns Lothar; d. i. H. L. Neutze) gemeinsam mitgewirkt haben. Lothars Ehefrau Ingrid Andree übernahm wie ihr Gatte eine Gastrolle.
Eine Fülle von weiteren bekannten, überwiegend an Hamburger Bühnen beschäftigten Schauspielern übernahm sekundenkurze, oftmals nicht weiter namentlich benannte Gastrollen, die selbst im Vor- oder Abspann nicht auftauchten. Darunter befanden sich Erna Nitter, Christa Siems, Ernst H. Hilbich, Gerda-Maria Jürgens und Günther Jerschke. Roland selbst ist ebenfalls kurz im Bild zu sehen.
F.-Dieter Bartels und Dieter Reinecke entwarfen die Studiobauten.
Der Film kostete 600.000 DM und verzeichnete nach nur einem Jahr Spieldauer über drei Millionen Zuschauer.
Polizeirevier Davidswache gehörte bis zum Jahresende 1989 zu den acht erfolgreichsten (bundes-)deutschen Kinospielfilmen.
Mehrere Szenen aus Polizeirevier Davidswache wurden, angereichert mit Striptease-Szenen aus St. Pauli-Lokalitäten, im Dezember 1970 unter dem Filmtitel Das Loch zur Welt in die Kinos gebracht. Jürgen Roland protestierte dagegen vergeblich.
Die Fernseherstausstrahlung von Polizeirevier Davidswache erfolgte am 17. Juni 1972 in der ARD.

## Kritik
Der Spiegel konstatierte in seiner Ausgabe 39/1964 auf Seite 134: „Ex-Polizeireporter, "Stahlnetz"- und Edgar-Wallace-Regisseur Jürgen Roland erliegt zwar streckenweise der Verlockung zum Klamauk, zeichnet sein St. Pauli jedoch achtbar kritisch. Der mit Berufsschauspielern und Reeperbahn-Professionellen besetzte Film hat, was deutschen Lichtspielen meistens fehlt: Tempo und echtes Milieu.“
Das große Personenlexikon des Films lobte den halbdokumentarischen Charakter des Films: „Das Kriminaldrama „Polizeirevier Davidswache“ konnte zwar seinem Anspruch, ein authentisches Bild vom Polizisten-Alltag auf dem Hamburger Kiez zu liefern, wegen allerlei Zugeständnisse an den Unterhaltungswert nicht vollends gerecht werden, war jedoch nichtsdestotrotz eine der besten und ehrlichsten Kinoproduktionen dieser Filmgattung in Deutschland nach 1945“.
Das Lexikon des internationalen Films urteilte über Polizeirevier Davidswache: „Eine Szenenfolge unbeschönigter Vorfälle und Zustände, die, von einer klischierten Handlung zusammengehalten, zwar nicht zu der von Roland und Menge beabsichtigten ‘realistischen Reportage‘ geriet, wohl aber zu einem Film, der vergleichbare Produktionen überragt.“
Cinema befand: „Glaubwürdiger Krimi ohne Pathos“.